# Policie pomo pije
Policie pomo pije (švédsky Polis, polis, potatismos!) je šestým dílem z desetidílné série Románů o zločinu s hlavním hrdinou, policejním komisařem Martinem Beckem od švédské autorské dvojice Maj Sjöwallová – Per Wahlöö. Ve Švédsku byla kniha vydána v roce 1970, český překlad Františka Fröhlicha vyšel poprvé v roce 1987 (v nakladatelství Odeon), dále v  letech 1990 (v nakladatelství Svoboda) a 2007 (Levné knihy). Kromě toho román vyšel v roce 2000 v nakladatelství Ikar v dvojsvazku společně s druhým dílem série Muž, který se vypařil.
,

## Název
Česky román vychází pod názvem Policie pomo pije, originální švédský název Polis, polis, potatismos! tedy doslova Policie, policie, bramborová kaše! je slovní hříčkou. Původ názvu knihy je vysvětlen v třetí kapitole (viz Děj). V angličtině (první vydání v roce 1971, nakladatelství Pantheon Books) kniha vychází pod názvem Murder at the Savoy: Vražda v (hotelu) Savoy.

## Děj
I když děj románu se tentokrát odehrává hlavně v Malmö, hlavním hrdinou románu je stejně jako všech dalších dílech série komisař Martin Beck ze stockholmské kriminálky. V restauraci hotelu Savoy v Malmö probíhá obchodní jednání, když řečník je náhle postřelen do hlavy neznámým mužem, který vzápětí uteče oknem. Záhy se ukáže, že postřeleným je významný švédský průmyslník Viktor Palmgren, který druhý den večer na následky zranění umírá.
Vyšetřování se nejprve pochopitelně ujímá místní policie v čele s Per Mänssonem. Přestože svědků střelby je celá řada, všichni byli tak překvapení, že policie má k dispozici jen velmi neurčitý popis pachatele a toho, co se vlastně v restauraci odehrálo. Navíc hned v počátcích vyšetřování policie ztratila jednu potenciálně velmi nadějnou stopu. Per Mänsson zjistil, že z Malmö do Kodaně pozdě večer odjížděla rychlá loď typu „raketa“, na který byl podezřele se chovající muž, který by mohl odpovídat neurčitému popisu.
Zavolá proto inspektorovi kodaňské kriminálky Mogensenovi a tomu se podaří zjistit, že letenku do Stockholmu si koupil nějaký Švéd, který uvedl jméno Bengt Stensson a letadlo právě přistává na letišti Stockholm-Arlanda. Ale posádku hlídky, která byla nejblíže, tvořili Karl Kristiansson a Kurt Kvant (tyto postavy vystupují jíž v dřívějších dílech série Deseti románů o zločinu) a ti vlastní leností a hloupostí pasažéry letadla promeškali.
Tato část románu (konec druhé a třetí kapitola) současně vysvětluje název knihy. Kristiansson a Kvant byli předvolání „na kobereček“ ke Gunvaldu Larssonovi (člen týmu Martina Becka) a nejprve se mu pokoušejí namluvit báchorku, proč „to nestihli“, i když na to měli 20 minut, přitom jejich vůz byl jen 3 minuty daleko. Larsson však už mezitím zjistil, že se cestou nejen zastavili na „párek v rohlíku a pomo“, ale další čas promarnili vyšetřováním údajného slovního útoku na úřední osobu cyklistou, který jel okolo (ve skutečnosti volalo jeho tříleté dítě a to „Policie pomo pije“ resp. „Polis, polis, potatismos!“ ve švédské verzi).
Mezitím policie prověřuje seznam hostů v restauraci hotelu Savoy. Kromě manželky Charlotty Palmgrenové to vesměs byly šéfové nebo tajemníci jednotlivých částí Palmgrenova průmyslového impéria a protože někteří se mezitím již vrátili do Stockholmu, nové výslechy zajišťuje jak policie v Malmö, tak členové stockholmského týmu Martina Becka.
Sám Martin Beck je ihned po smrti Palmgrena poslán policejním ředitelem do Malmö, aby tam na vyšetřování dohlížel a v podstatě případ převzal. O vyšetřování se zajímají i ministerstvo zahraničí a daňová správa, protože Palmgren podnikal v mnoha oblastech a také obchodoval se zbraněmi, které vyvážel i do „delikátních zemí“.
Z prověřovaných osob se nejpodezřeleji chová Hampus Broberg (sekční šef ze Stockholmu a ředitel bytového podniku) a Helen Hanssonová, která byla v restauraci hotelu Savoy jako jeho sekretářka, ve skutečnosti jde o luxusní call-girl. Broberg ihned po smrti svého šéfa prodal vilu, bílé Ferrari a další majetek, naopak v kanceláři firmy se od té doby neukázal. Nakonec je zadržen Larssonem předtím, než se pokusil odletět s kufrem plným cenných papírů pod falešným jménem do Ženevy. Lennart Kollberg (další člen stockholmské kriminálky) a Åsa Torellová z mravnostního zadrží i Helenu Hanssonovou, která se chystala s dalšími cennými papíry odletět do Curychu a poté se měla s Brobergem sejít a předat mu je.
Pátrání pokračuje v Malmö i ve Stockholmu, ale dlouho se nedaří dosáhnout žádného významného pokroku. Balistické zkoušky určily jen ráži střely (překvapivě malá ráže 22) a balistik uvedl dlouhý seznam možných zbraní, protože pachatel pravděpodobně nestřílel z automatické pistole, ale z revolveru, takže nebyla k dispozici prázdná nábojnice.
Zásadní zlom ve vyšetřování nastane až poté, co jedna rodinka s dítětem najde na břehu moře promáčenou, ale zachovalou originální krabici od revolveru Arminius ráže 22 a odevzdají ji na policii. Technikům se podaří rozluštit, že na krabici byla původně i jmenovka B. Svensson. Poté již Martin Beck a jeho kolegové rychle ověří, že jde skutečně o pachatele a současně o osobu, která jim unikla hned v počátku na letišti v důsledku lenosti a hlouposti policejní hlídky.
Bertil Svensson byl vlastně rád, že ho zadrželi a Viktora Palmgrena zabil, protože mu zničil celý život. Nejprve přišel o práci, protože Palmgren podnik jako nerentabilní uzavřel. Poté jeho rodinu vystěhovali z bytu (činžáky také patřily Palmgrenovi), nakonec se mu rozpadla rodina a rozvedl se. Vraždu však neplánoval, jako obvykle potrénoval na střelnici (byl to jeho koníček, i když nyní si ho nemohl moc dovolit) a na kole náhodou jel okolo hotelu, kde musel zastavit na červenou. Když Palmgrena uviděl, nepřemýšlel zda a kudy uteče.
V závěru románu Martin Beck smutně rozjímá nad tím, že zatímco Bertil Svensson (i pokud bude odsouzen za zabití, nikoli za úkladnou vraždu) stráví významnou část svého již tak zničeného života ve vězení, podivné obchody Palmgrena a jeho kumpánů zůstanou neprozkoumány a štáb dobře placených právníků nejspíš dostane z vazby i Hampuse Broberga.

## Filmové adaptace
Román byl zfilmován dvakrát. Nejprve v roce 1979 vznikl lotyšský resp. sovětský film Nepabeigtās vakariņas, v anglické verzi Unfinished Supper (Nedokončená večeře), který režíroval Jānis Streičs. Hlavní roli Martina Becka zde ztvárnil lotyšský herec Romualds Ancāns, kriminalistu Benny Skackeho hrál Jānis Paukštello.
Švédská (švédsko-německá) filmová adaptace románu byla natočena v roce 1993 pod stejným názvem jako švédské knižní vydání, tedy Polis, polis, potatismos!, anglická verze filmu byla distribuována opět pod názvem Murder at the Savoy, tj. Vražda v (hotelu) Savoy. Režisérem filmu byl Pelle Berglund, hlavní roli Martina Becka hrál Gösta Ekman, roli Gunvalda Larssona ztvárnil Rolf Lassgård, Lennarta Kollberga hrál Kjell Bergqvist, Åsu Thorellovou hrála Lena Nilsson, Per Månssona hrál Ingvar Andersson, Bertil Svenssona hrál Tommy Johnson.